# Guillermo Moore
Guillermo B. Moore y Arenas (Barcelona, 2 de octubre de 1853 - †Ibíd., 19 de abril de 1910) fue un cabecilla carlista español. En 1906 realizó un conato de alzamiento, sosteniendo una partida que fue copada en Rajadell por la Guardia Civil.

## Biografía
Era hijo del ingeniero William Moore, originario de Londres, y de Antonia Arenas Clavell, natural de Mataró. Al igual que su hermano, el general carlista José B. Moore, Guillermo Moore participó en la tercera guerra carlista y fue comandante jefe de la caballería del Infante Alfonso de Borbón y Austria-Este. Fue hecho prisionero en Aleixar por el brigadier Eduardo Gámir el 1 de abril de 1875.
Finalizada la guerra, fue detenido de nuevo en Cervera en marzo de 1876 mientras viajaba con pasaporte francés. En 1899 participó en una nueva conspiración carlista bajo el mando de su hermano José B. Moore, que había sido nombrado Jefe de Estado Mayor. Debido a ello en noviembre de 1902 fue encarcelado en Barcelona con su hermano Enrique, tras ser detenidos junto con los significados carlistas Joaquín Amarqué Vila, Agustín Rovira, Enrique Muntada y Félix Castellas. Serían puestos en libertad al día siguiente.

### Conspiración de 1906
En 1906, debido a la nueva legislación del matrimonio civil del conde de Romanones y al proyecto de Ley de Asociaciones, los ánimos entre los católicos y especialmente los carlistas estaban muy agitados. Los obispos protestaron con pastorales y un recurso judicial que fue presentado por Juan Vázquez de Mella ante el Tribunal Supremo. En Barcelona los carlistas pronunciaron grandes mítines y se produjeron algunos enfrentamientos con elementos anticlericales. Desde marzo de 1906 se rumoreaba un próximo alzamiento entre los carlistas de la ciudad condal. En septiembre fue hallado en Sardañola un depósito de armas, que los carlistas conservaban de la conspiración de 1900. Ese mismo mes apareció una partida mandada cerca de Valls por Pablo Güell alias «El Rubio», que fue deshecha rápidamente, falleciendo Güell en la cárcel. Manuel Puigvert «Socas» sostuvo asimismo un tiroteo con la Guardia Civil en Calella, pero su partida se dispersó pronto.
Estos incidentes motivaron que salieran tropas del Ejército acuarteladas en Barcelona, hasta que comprobaron que no había un levantamiento general. El juzgado militar de Tarragona ordenó entonces detener a algunos jefes carlistas, entre ellos al comandante Guillermo Moore. Los rumores de que Moore estaba dispuesto a realizar el levantamiento llevaron al jefe regional carlista de Cataluña, José Erasmo de Janer, a publicar la siguiente orden expulsándolo del partido:

A LOS CARLISTAS CATALANES

Los inoportunos alzamientos en armas de algunos individuos carlistas de esta Región; el propósito todavía latente en otros de correr aventuras en perjuicio de la seriedad de la Causa tradicionalista y menoscabo del principio de autoridad, y la conducta, por último, de quien alardeando de atribuciones que no posee arrastró al campo á varios incautos contra las disposiciones de mi autoridad, oblíganme á dictar la siguiente resolución:

En uso de las facultades especiales que para este caso se ha dignado concederme nuestro Augusto Jefe (q. D. g.), y para que la insistencia en la falta sufra ejemplar correctivo, he creído necesario y conveniente adoptar y hacer pública esta determinación:

Queda expulsado de la Causa carlista, que en Cataluña tengo el honor de representar, D. Guillermo B. Moore.

Lo que participo á todos los leales para los efectos consiguientes. Barcelona 18 de Octubre de 1906.—

El Delegado Regional, José Erasmo de Janer.

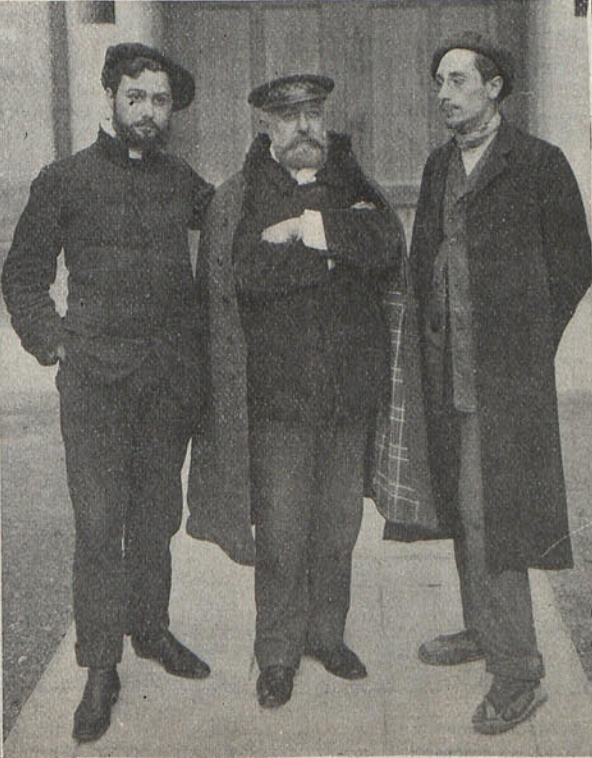
El cabecilla carlista Guillermo Moore con su hijo y Juan Rique

### Alzamiento de la partida de Guillermo Moore
A pesar de su expulsión, Moore decidió organizar una partida con un grupo de jóvenes carlistas que había reclutado en Barcelona. El 20 de diciembre de 1906 el grupo compuesto por 22 hombres se alzó cerca de Martorell. Los sublevados, después de haber levantado mediante dinamita algunos raíles de la vía férrea en las cercanías de Gelida, corrieron hacia Igualada y Calaf. Al tener noticia de lo que ocurría la autoridad civil, dispuso que fuerzas de la Guardia Civil saliesen en persecución de los rebeldes, los cuales pernoctaron el 22 de diciembre en una masía denominada «Torre del Forn», situada a cuatro kilómetros de Rajadell. Aquella noche cayó una copiosa nevada, y creyéndose los de la partida seguros de no ser perseguidos, permanecían en la masía muy confiados y sin haber adoptado ninguna precaución. 

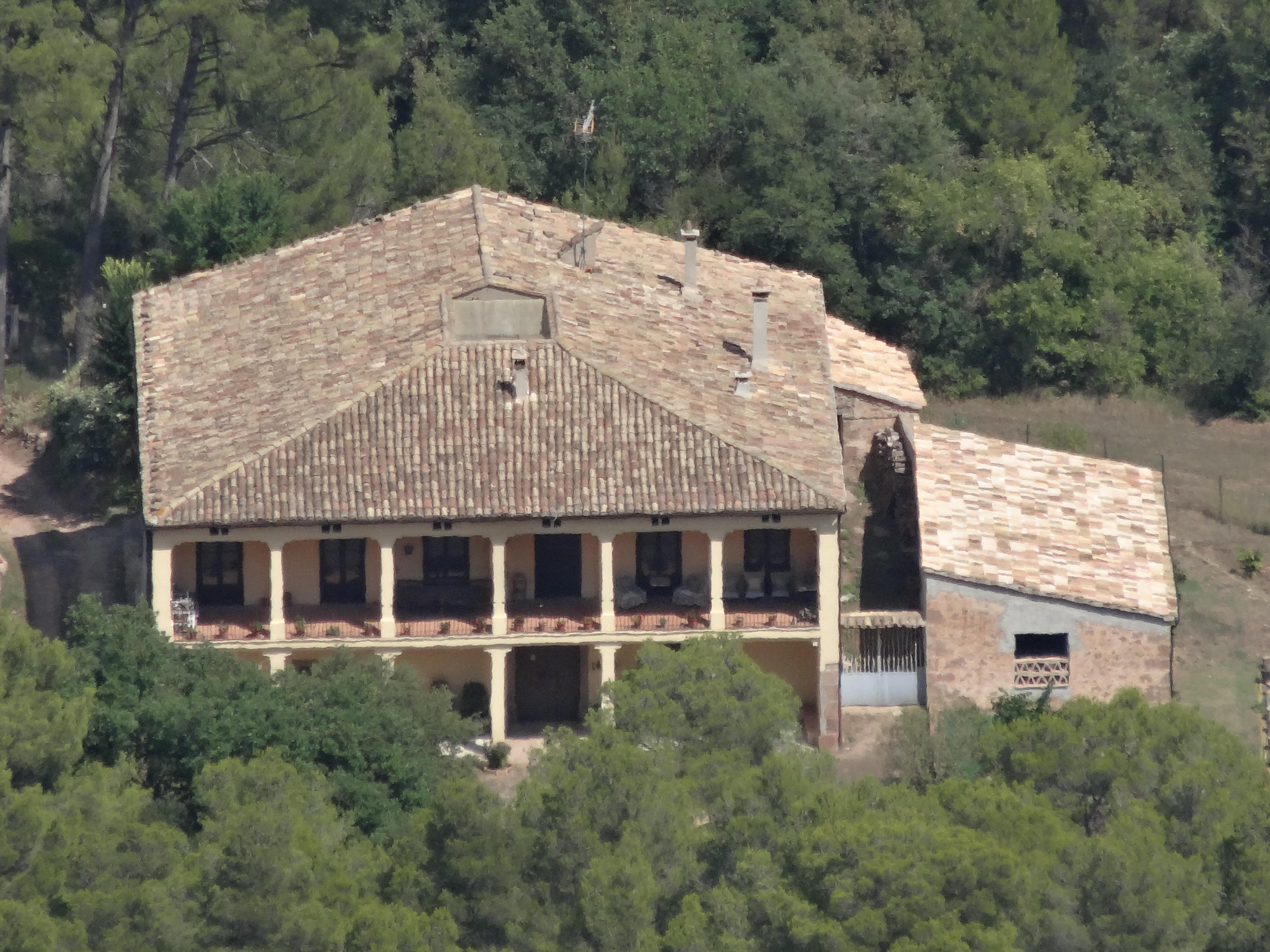
Cal Torre del Forn (Rajadell), donde fue capturada la partida carlista de Moore. La casa conserva su misma apariencia.

Las fuerzas que mandaba el primer teniente de la benemérita, Emilio Maillo, pasaron en la mañana del 23 por delante de la casa de campo; pero sospechando dicho oficial que podían encontrarse allí los que buscaba, retrocedió, ordenando a algunos de los diez guardias que le acompañaban que rodeasen la casa, cosa que hicieron, penetrando Maillo en ella acompañado solo de un guardia, e intimando la rendición a los rebeldes. Éstos creyendo sin duda que las fuerzas eran en mayor número y se entregaron a discreción, siendo conducidos a Barcelona con 27 fusiles Rémington, cartuchos y otros efectos que les fueron incautados.

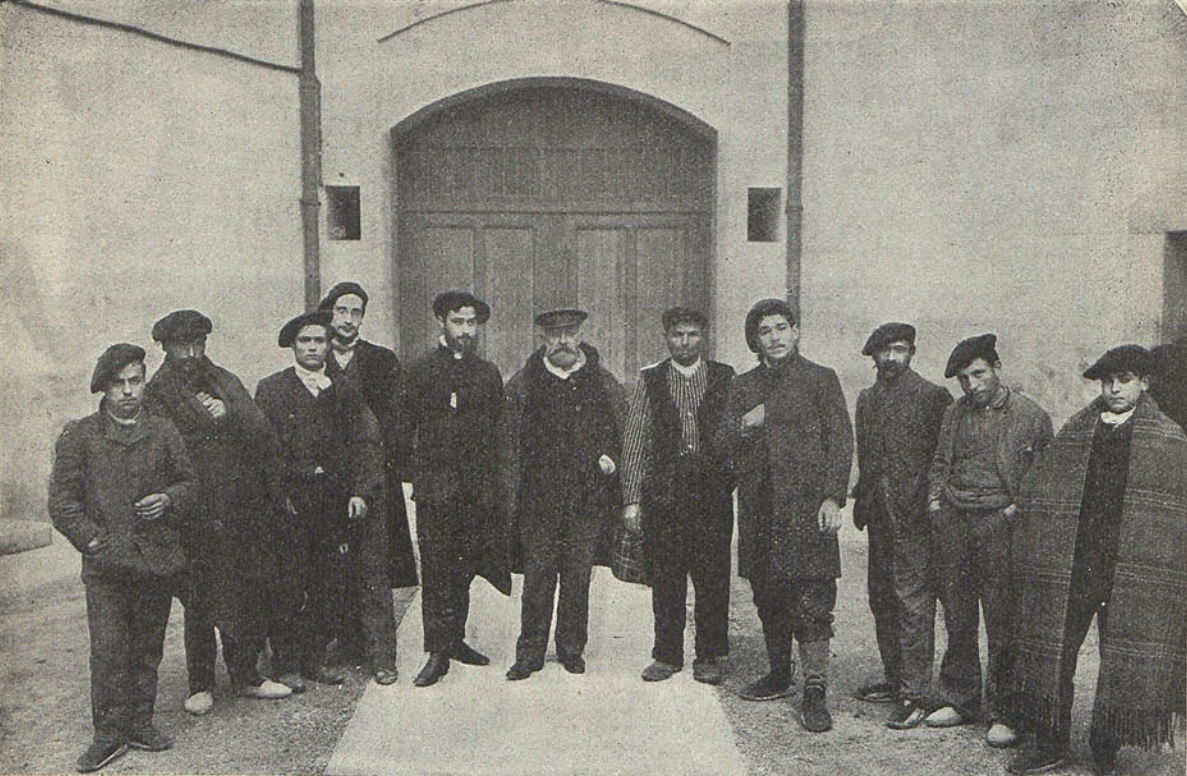
La partida carlista. En el centro el titulado general Moore; a su derecha su hijo y a su izquierda el dueño de la «Torre del Forn»

Los carlistas insurrectos fueron sometidos a un consejo de guerra. De todos los procesados, los que estuvieron más comprometidos a juicio del fiscal fueron Guillermo Moore, el hijo de éste y Juan Riqué. Guillermo Moore sufrió una severa condena, de la que posteriormente fue indultado.